# Stadium Sport Cearense
O Stadium Sport Cearense, conhecido por Campo do Prado, foi um campo de futebol localizado na cidade de Fortaleza, Ceará. O campo foi inaugurado em 1912 e era propriedade da Associação Desportiva Cearense, atual Federação Cearense de Futebol.